# Reinhold J. W. Schaube
Reinhold Johann Wilhelm Schaube (* 23. Januar 1955 in Bederkesa; † 24. Juni 2021) war ein Hamburger Politiker (Partei Rechtsstaatlicher Offensive).

## Leben
Schaube war verheiratet und hatte vier Kinder. Er absolvierte das Abitur. Nach dem Wehrdienst studierte er Jura und erlangte eine Zulassung als Rechtsanwalt. Ab 1986 war er Leiter der Rechtsabteilung des Mineralölunternehmens Deutsche BP AG, daneben seit 1996 Betriebsratsvorsitzender. Er war Mitglied in der IGBCE.
Vom 1. Januar 2006 bis 31. Dezember 2006 war Schaube Mitglied im Aufsichtsrat der Deutschen BP AG. Er war zudem Geschäftsführer des Vereins SterbeHilfeDeutschland e.V.

## Politik
Schaube war zunächst Mitglied der CDU, von 1995 bis 2000 als Mitglied im Ortsausschuss Hamburg-Billstedt. Er trat 2000 war der Partei Rechtsstaatlicher Offensive bei. Von Oktober 2001 bis März 2004 gehörte er der Bürgerschaft der Freien und Hansestadt Hamburg an und war dort Mitglied des Rechts-, des Verfassungs- und des Wissenschaftsausschusses sowie des Parlamentarischen Untersuchungsausschusses (PUA) „Transparenz, Rechtmäßigkeit und Sachdienlichkeit von Personalauswahl und Personalentscheidungen“.
Bei der Bürgerschaftswahl in Hamburg 2008 kandidierte er für die 2006 vom ehemaligen Justizsenator Roger Kusch gegründeten Partei Rechte Mitte HeimatHamburg.